# Schauerberg (Pfälzerwald)
Der Schauerberg ist ein 512,3 Meter hoher Berg im Pfälzerwald.

## Geographie

### Lage
Der Berg liegt auf den Gemarkungen der Städte Lambrecht und Neustadt an der Weinstraße unmittelbar südlich des Lambrechter Siedlungsgebiets. Er ist Teil eines langgezogenen Bergrückens, zu dem unter anderem der sich südlich anschließende Kaisergarten gehört. Westsüdwestlich erstreckt sich außerdem der Überzwerchberg. Entlang seiner Südflanke verläuft der Heidenbrunnertalbach.

### Naturräumliche Zuordnung
1. Großregion 1. Ordnung: Schichtstufenland beiderseits des Oberrheingrabens
2. Großregion 2. Ordnung: Pfälzisch-saarländisches Schichtstufenland
3. Großregion 3. Ordnung: Pfälzerwald
4. Region 4. Ordnung (Haupteinheit): Mittlerer Pfälzerwald
5. Region 5. Ordnung: Tal-Pfälzer-Wald

## Natur und Kultur
Mit dem Dicken Stein existiert auf dem Berg ein Naturdenkmal; unmittelbar auf diesem befindet sich mit dem Dicker-Stein-Turm ein Aussichtsturm.

## Tourismus
Über den Berg verlaufen unter anderem der Pfälzer Hüttensteig, die Nordroute der Pfälzer Jakobswege, ein mit einem blau-roten Balken gekennzeichneter Wanderweg, der eine Verbindung nach Kirchheimbolanden und Pirmasens herstellt sowie ein Wanderweg, der mit einem blau-gelben Balken markiert ist und der von Deidesheim nach Rhodt unter Rietburg führt.